# Nowoakkułajewo
Nowoakkułajewo (ros. Новоаккулаево) – wieś (sieło) w Rosji, w Baszkortostanie, w rejonie dawkekanowskim. W 2010 liczyła 195 mieszkańców.